# نورث روده (تشيشير)
نورث روده (بالإنجليزية: North Rode)‏ هي قرية وأبرشية مدنية تقع في المملكة المتحدة في إنجلترا. يقدر عدد سكانها بـ 178 نسمة .